# Augustenbad

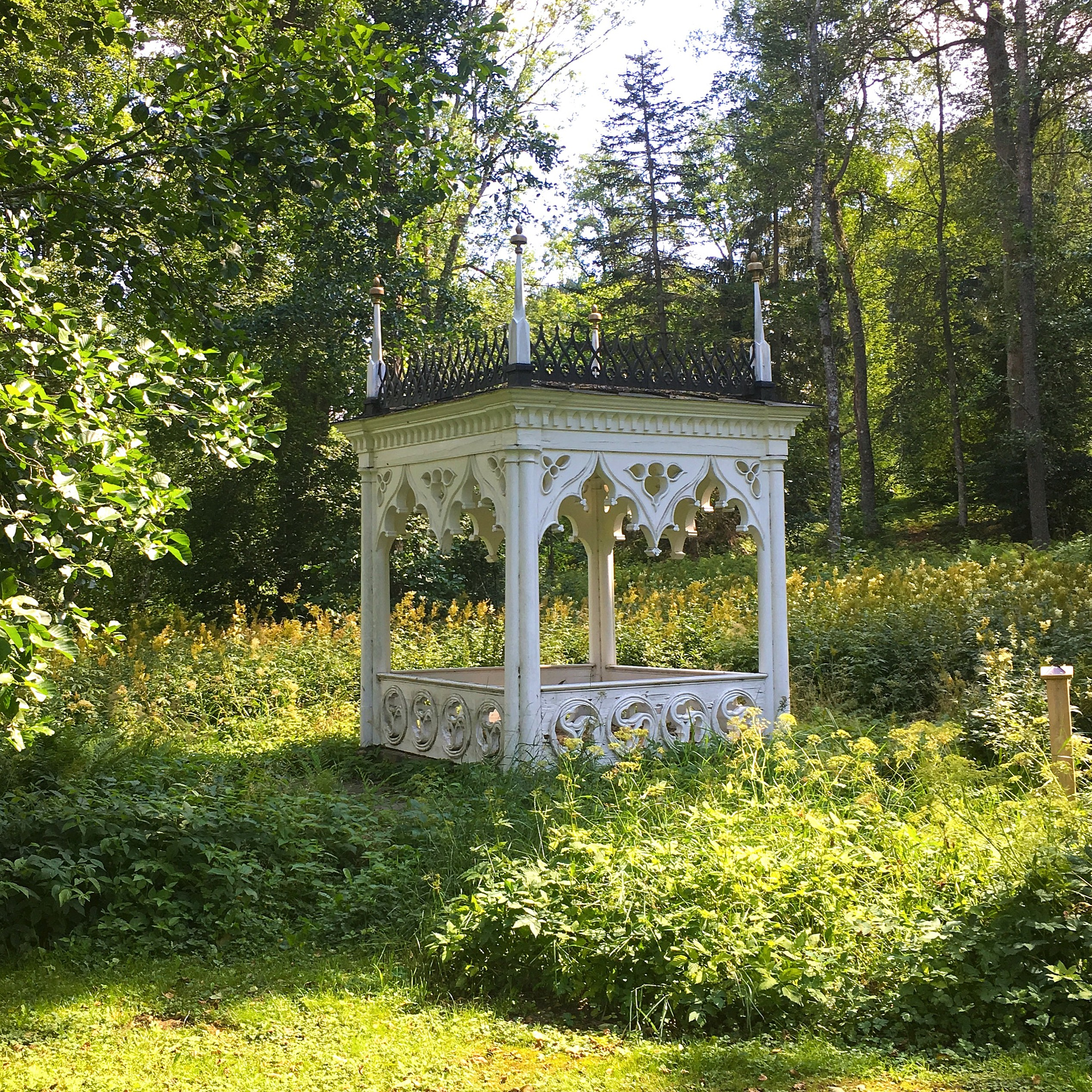
Götiska källan vid Augustenbad.

Augustenbad, eller Bie hälsobrunn, var en kallvattenkuranstalt som bland annat bedrev hydroterapi, i Brunnsparken i Bie by, tio kilometer norr om Katrineholm. Badanstalten grundades vid Källkärret 1843 av provinsialläkaren i Vingåker, August Aurell. Badanstalten har sitt namn efter honom.
Verksamheten övertogs 1853 av Augustenbads läkare Per Axel Levin. Denne förestod kuranstalten till 1888, då sonen, professor Astley Levin, tillträdde. Under dennes tid inriktades behandlingen på friskvård. År 1919 sålde Astley Levin verksamheten till Anders och Carl Anell, August Måsén, Edvard Pettersson och Lars Wiberg. Den drevs av "AB Bie badanstalt" till den lades ned 1940.
Vid kuranstalten inrättades 1872 en folkhögskola, som använde byggnaderna under vinterhalvåret då kurverksamheten låg nere. Folkhögskolan flyttade till Kantorp, Sköldinge 1892 och heter nu Åsa folkhögskola.
På Augustenbad utspelas Anneli Jordahls roman Augustenbad en sommar.